# Lleó Bituricense
Lleó Bituricense (Leo o Leon  Λεών) fou bisbe de Bourges a la meitat del segle v.
Va participar en diversos concilis a la Gàl·lia com el d'Angers (Concili Andegavense del 453) i el de Tours (Concili Turonense del 461).
Va escriure una carta el 454 junt amb els bisbes Vucturi i Eustoqui anomenada Epistola ad Episcopos et Presbyteros Ecclesiarum Provinciae Turonicae, (el títol correcte fou establert com a Epistola ad Episcopos et Presbyteros Ecclesiarum Provinciae tertiae Lugdunensis s. Turonicae).